# Diecezja Vic
Diecezja Vic (łac. Dioecesis Vicensis) – diecezja Kościoła rzymskokatolickiego w Hiszpanii. Należy do metropolii Tarragony. Została erygowana w V w.